# Die Another Day (singolo)
Die Another Day è una canzone della cantautrice statunitense Madonna, motivo principale del film La morte può attendere del 2002.
Il brano è stato pubblicato come singolo il 22 ottobre 2002 dalla Maverick Records e incluso nell'album di Madonna American Life, uscito nel 2003.
La versione del brano proposta durante il Re-Invention Tour del 2004 è stata inserita nell'album dal vivo I'm Going to Tell You a Secret. Ai Grammy Awards 2004 il brano è stato candidato nella categorie "Miglior brano dance" e "Miglior cortometraggio musicale".
Una versione remix del brano è stata eseguita come interludio video su maxischermo durante lo Sticky & Sweet Tour del 2008. La canzone è stata revisionata, la velocità è stata aumentata e sono anche stati aggiunti suoni elettronici e rumori di una lotta tra pugili (tra botte e suoni della campanella della fine del ring).

## Descrizione
Die Another Day è un brano electroclash che si apre con un tonfo sordo e una solenne cornice di corde sinistre

## Critica
Nel suo libro Madonna: Like an Icon, Lucy O'Brien ha affermato che per la composizione techno e le balbuzie vocali il brano è "quasi un'antitesi di una colonna sonora di James Bond". La recensione di James Hannaham di Spin invece è stata eccellente che lo ha definito "un brano favoloso e melodrammatico che suona come una reazione stoica a un mondo impazzito".

## Video
Durante il video vengono trasmesse alcune scene del film La morte può attendere dove si vede lei nelle varie versioni. Come "007", lei viene catturata dai coreani, che all'inizio la torturano per farla confessare (la tortura consiste nell'affogarla nell'acqua ghiacciata), mentre dopo tentano di ucciderla sulla sedia elettrica. Nel frattempo come nel film 007 combatte con il figlio del generale coreano che lo aveva fatto prigioniero, Madonna, combatte con un'altra "Madonna" (una con una tuta da scherma bianca e una con la stessa tuta solo che nera): all'inizio le due si scontrano in un normale duello di scherma, mentre dopo finiscono col duellare senza più regole, né esclusioni di colpi, tentando di uccidersi a vicenda. Alla fine la "'Madonna" vestina di bianco uccide l'altra "Madonna", sparandole dritta al petto con un fucile subacqueo, mentre i coreani azionano la sedia elettrica convinti di averla uccisa, ma colpo di scena Madonna riesce a scappare e a mettersi in salvo lasciando sulla sedia elettrica oltre ad un intenso fumo bianco, una scritta ebraica: "לאו", che significa "grande fuga" o "libertà". Il video si conclude con la sequenza Gun Barrel.
Il video è stato girato dal 22 al 27 agosto 2002 a Hollywood, negli Center Studios, in Hollywood, California.
Con un costo pari a 6 milioni di dollari, si aggiudica il secondo posto come video più costoso della storia.

### Crediti Video
- Regista: Traktor (Mats Lindberg, Pontus Löwenhielm, Ole Sanders)
- Produttore: Jim Bouvet
- Direttore della fotografia: Harris Savides
- Montatore: Rick Russell
- Casa di produzione: Traktor Films

## Il singolo
Il singolo del brano è uscito nell'autunno del 2002, in concomitanza del ventesimo anniversario dall'uscita del primo singolo di Madonna, Everybody, uscito nell'ottobre del 1982. Il singolo è uscito nella versione CD e 12".

### Tracce CD
1. Die Another Day (Radio Edit)
2. Die Another Day (Dirty Vegas Main Mix)
3. Die Another Day (Thee Retrolectro Mix)
4. Die Another Day (Thunderpuss Club Mix)
5. Die Another Day (Deepsky Remix)
6. Die Another Day (Brother Brown's Bond-Age Club)

### Tracce 12
UK 2 x 12" promo vinyl (SAM 00721)
US 2 x 12" promo vinyl (PRO-A-101005)
- A "Die Another Day" (Dirty Vegas Main Mix) - 10:08
- B1 "Die Another Day" (Thee RetroLectro Mix) - 6:59
- B2 "Die Another Day" (Deepsky Remix) - 7:27
- C "Die Another Day" (Thunderpuss Club Mix) - 9:25
- D "Die Another Day" (Thee Die Another Dub) - 8:26

UK 2 x 12" vinyl (W 0595 T)
US 2 x 12" vinyl (42492-0)
EU 12" vinyl (9362 42492-0)
- A "Die Another Day" (Dirty Vegas Main Mix) - 10:08
- B "Die Another Day" (Thunderpuss Club Mix) - 9:25
- C1 "Die Another Day" (Thee RetroLectro Mix) - 6:59
- C2 "Die Another Day" (Deepsky Remix) - 7:27
- D "Die Another Day" (Dirty Vegas Dub) - 9:10

US 7" vinyl (7-16684)
- A "Die Another Day" (Radio Edit) - 3:27
- B "Die Another Day" (Album Version) - 4:38

US CD single (5439-16681-2)
1. "Die Another Day" (Radio Edit) - 3:27
2. "Die Another Day" (Dirty Vegas Main Mix) - 10:08

EU CD single (9362 42494-2)
1. "Die Another Day" (Radio Edit) - 3:27
2. "Die Another Day" (Thunderpuss Club Mix) - 9:25
3. "Die Another Day" (Thee RetroLectro Mix) - 6:59

US Maxi-CD (42492-2)
Japanese CD single (WPCR-11398)
EU Maxi-CD (9362 42492-2)
AU CD single 1 (9362-42492-2)
1. "Die Another Day" (Radio Edit) - 3:27
2. "Die Another Day" (Dirty Vegas Main Mix) - 10:08
3. "Die Another Day" (Thee RetroLectro Mix) - 6:59
4. "Die Another Day" (Thunderpuss Club Mix) - 9:25
5. "Die Another Day" (Deepsky Remix) - 7:27
6. "Die Another Day" (Brother Brown's Bond-Age Club) - 7:51

German CD single (9362 42495-2)
Australian CD single 2 (9362-42495-2)
1. "Die Another Day" (Radio Edit) - 3:27
2. "Die Another Day" (Dirty Vegas Main Mix) - 10:08
3. "Die Another Day" (Deep Sky Edit) - 4:06

## Versioni ufficiali
1. Die Another Day (Album Version) – 4:38 (Madonna, Mirwais Ahmadzaï)
2. Die Another Day (Radio Edit) – 3:30 (Madonna, Mirwais Ahmadzaï)
3. Die Another Day (DJ Tiësto Mix) (inedito) – 8:55 (Madonna, Mirwais Ahmadzaï)
4. Die Another Day (Dirty Vegas Main Mix) – 10:10 (Madonna, Mirwais Ahmadzaï)
5. Die Another Day (Dirty Vegas Main Dub) – 9:10 (Madonna, Mirwais Ahmadzaï)
6. Die Another Day (Dirty Vegas Radio Edit) (promozionale) – 4:24 (Madonna, Mirwais Ahmadzaï)
7. Die Another Day (Thunderpuss Club Mix) – 9:26 (Madonna, Mirwais Ahmadzaï)
8. Die Another Day (Felix da Housecat/Thee RetroLectro Mix) – 7:00 (Madonna, Mirwais Ahmadzaï)
9. Die Another Day (Felix da Housecat/Thee RetroLectro Radio Edit) (promozionale) – 3:41 (Madonna, Mirwais Ahmadzaï)
10. Die Another Day (Felix da Housecat/Thee Die Another Dub) (promozionale) – 8:33 (Madonna, Mirwais Ahmadzaï)
11. Die Another Day (Brother Brown Bond-Age Club) – 7:51 (Madonna, Mirwais Ahmadzaï)
12. Die Another Day (Brother Brown Bond-Age Dub) (promozionale) – 7:19 (Madonna, Mirwais Ahmadzaï)
13. Die Another Day (Brother Brown Bond-Age Radio Edit) (promozionale) – 3:36 (Madonna, Mirwais Ahmadzaï)
14. Die Another Day (Deepsky Mix) – 7:29 (Madonna, Mirwais Ahmadzaï)
15. Die Another Day (Deepsky Dub) (promozionale) – 7:35 (Madonna, Mirwais Ahmadzaï)
16. Die Another Day (Deepsky Radio Edit) – 4:12 (Madonna, Mirwais Ahmadzaï)
17. Die Another Day (Victor Calderone & Quayle Afterlife Mix) – 8:52 (Madonna, Mirwais Ahmadzaï)
18. Die Another Day (Calderone & Quayle Afterlife Dub) (promozionale) – 10:08 (Madonna, Mirwais Ahmadzaï)
19. Die Another Day (Richard Vission Electrofried Mix) – 6:02 (Madonna, Mirwais Ahmadzaï)
20. Die Another Day (Richard "Humpty" Vission Radio Edit) – 3:36 (Madonna, Mirwais Ahmadzaï)
21. Die Another Day (Re-Invention Tour Live Audio from I'm Going to Tell You a Secret) – 4:03 (Madonna, Mirwais Ahmadzaï)
22. Die Another Day (Sticky & Sweet Tour Official Studio Version) – 2:59 (Madonna, Mirwais Ahmadzaï)

## Classifiche

### Classifiche settimanali
| Classifica (2002)        | Posizione massima |
| ------------------------ | ----------------- |
| Australia                | 11                |
| Austria                  | 2                 |
| Belgio (Fiandre)         | 7                 |
| Belgio (Vallonia)        | 9                 |
| Canada                   | 1                 |
| Danimarca                | 2                 |
| Finlandia                | 4                 |
| Francia                  | 15                |
| Germania                 | 4                 |
| Grecia                   | 2                 |
| Italia                   | 1                 |
| Norvegia                 | 5                 |
| Nuova Zelanda            | 22                |
| Paesi Bassi              | 5                 |
| Regno Unito              | 3                 |
| Romania                  | 1                 |
| Spagna                   | 1                 |
| Stati Uniti              | 8                 |
| Stati Uniti (dance club) | 1                 |
| Svezia                   | 4                 |
| Svizzera                 | 4                 |

### Classifiche di fine anno
| Classifica (2002) | Posizione |
| ----------------- | --------- |
| Italia            | 1         |